# Конрад, Альберто
Альберто Конрад Мачука (исп. Alberto Conrad Machuca, 26 марта 1910, Риберальта, Боливия — ?) — боливийский пловец. Первый спортсмен в истории Боливии, участвовавший в Олимпийских играх.

## Биография
Альберто Конрад родился 26 марта 1910 года в боливийском городе Риберальта.
Учился в Германии в Берлинском университете Гумбольдта.
В 1936 году вошёл в состав сборной Боливии на летних Олимпийских играх в Берлине. Выступал в плавании на 100 метров вольным стилем. В четвертьфинальном заплыве занял 7-е место среди 7 участников с результатом 1 минута 17,15 секунды. Конрад значительно отстал от ставшего шестым Бертюса Вилтена из Нидерландов (1.03,9) и показал худшее время среди 45 участников соревнований. Ставший 44-м Спиридон Мавргиоргиос из Греции оказался быстрее почти на 10 секунд (1.08,2).
Конрад был единственным представителем Боливии на Играх 1936 года и знаменосцем сборной на церемонии открытия. Он стал первым в стране спортсменом, выступавшим на Олимпиаде, и оставался единственным до 1956 года, когда Боливия выставила команду на зимние Игры в Кортина-д'Ампеццо.
О дальнейшей жизни данных нет.